# Orthida
Orthida ou Ortida e uma ordem de braquiopodes conhecidas por serem uma das primeiras ordens braquiopodes surgindo no cambriano e foi extinta  perto do permico se diversificou muito entre inumeros gêneros famílias e subfamílias

## Descrição
São estacionários e alimentadores de suspensãogeralmente com formato da concha biconvexo ou quadradocom dobradiças largas e dentes deltidiodontes

## Distribuição
Fosseis podem ser encontrada em todos os continentes menos a antártida

### Famílias
alimbelidae
anomalorthidae
archaeorthidae
bohemiellidae
aechaeortidae
cathaysiorthidae
crhustenoporidae
cremnorthidae
cyclocoeliida
dalmanellidae
dicoelisiidae
dinorthidae
dolerorthidae
draboviidae
enteletidae
eoorthidae
euorthisinidae
filkenburgiidae
giraldiellidae
glyptorthidae
harknessellidae
hesperonomiidae
hesperorthidae
heterorthidae
hypsomoniidae
hypsomyoniidae
kayserelidae
linoporeliidae
lycophoriidae
mystrophoridae
nanorthidae
orthidae
orthidielldae
oxopleciidae
paurorthidae
pragmorthidae
plaesiomydae
platyorthidae
platystrophiidae
plectorthidae
poramborthida
portranellidae
productorthidae
proschizophoriidae
pupiaoidae
ranorthidae
rchatorthidae
rhipidodomellida
saukrodictydae
schizophoriida
skenidioidia
tarfayidae
tasmanorthidae
riplesidae
tyronellidae
whittardiidae

## gêneros
altorthis
fehamya
glypterina
jupiterella
kundatella
sphenorthis

## Subordens
dalmanelidina
orthidina
ortina